# Julieta Ortega
Pour les articles homonymes, voir Ortega.
Julieta Ortega est une actrice argentine, avec un rôle principal dans la telenovela de 2012 couronnée de succès Graduados. Elle est la fille de Palito Ortega et d'Evangelina Salazar, et la sœur d'Emanuel Ortega, de Luis Ortega, de Sebastián Ortega et de Rosario Ortega.  

## Travaux

### Cinéma
- La maestra normal (1996)
- Pequeños Milagros (1997)
- 24 horas (algo está por explotar) (1997)
- Animalada (2001)
- Rita y Li (2011)
- Verano Maldito (2011)
- No te enamores de mi (2012)

### Télévision
- Amándote II
- Carlito's Way
- Sueltos
- Verdad consecuencia
- Son o se hacen
- Drácula
- Buenos vecinos
- Vulnerables
- 22, el loco
- Infieles
- Sol negro
- Disputas
- Los Roldán
- Conflictos en red
- El tiempo no para
- Aquí no hay quien viva
- Mujeres asesinas
- Lo que el tiempo nos dejó
- Un año para recordar
- Graduados
- Viudas e hijos del Rock and Roll